# Rundblättrige Glockenblume
Die Rundblättrige Glockenblume (Campanula rotundifolia) gehört zur Gattung der Glockenblumen.
In Schweden, wo sie als Liten blåklocka (Kleines Blauglöckchen) bekannt ist, wurde sie 2021 zur Nationalblume gewählt.

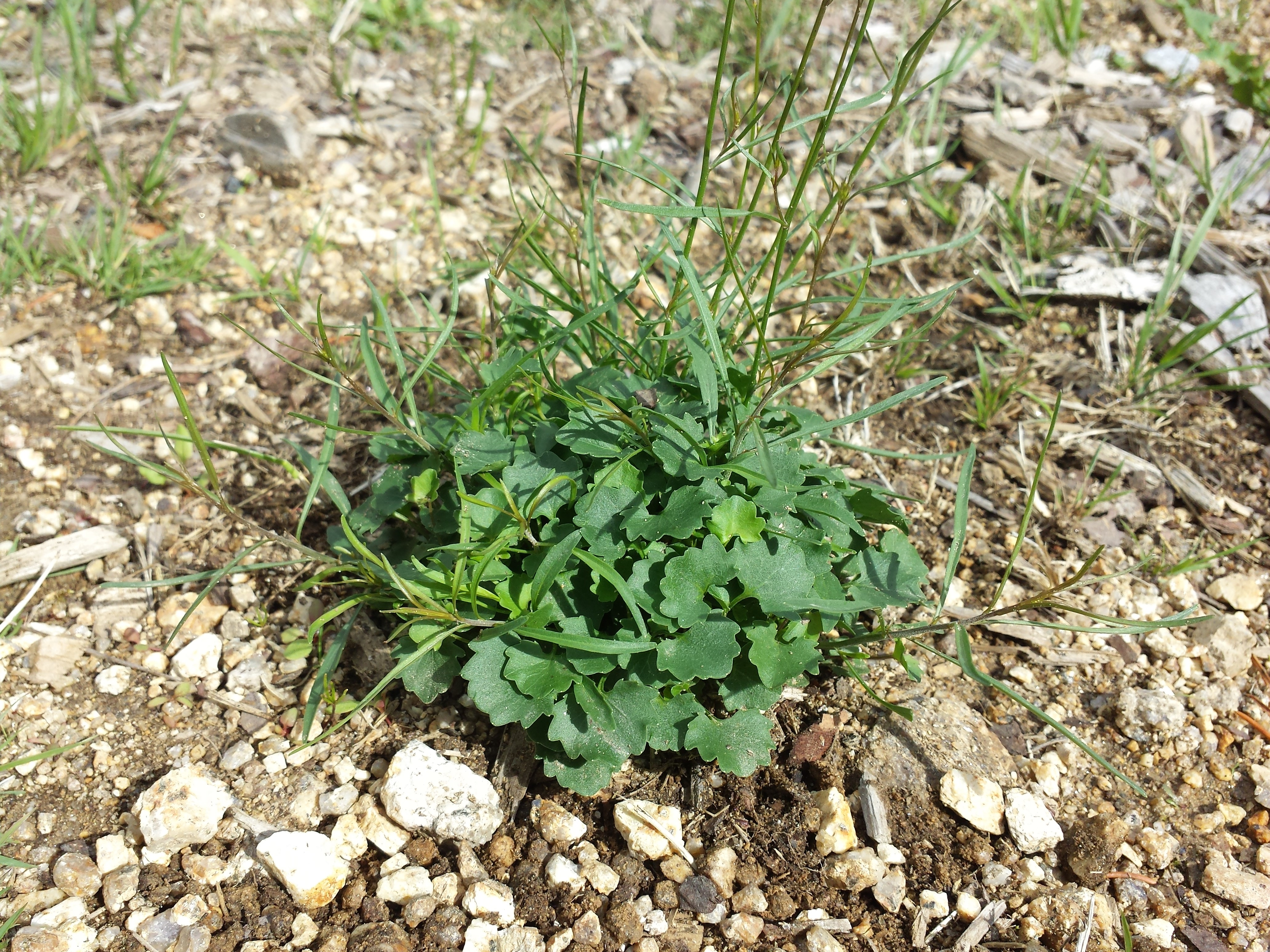
Blattrosette

## Beschreibung
Die mehrjährige krautige Pflanze wird zwischen (10) 20 und 40 (60) cm hoch.  Sie wurzelt bis 120 Zentimeter tief. Der Stängel ist im unteren Bereich meist ringsum feinflaumig behaart. Die meist kahlen und ganzrandigen Stängelblätter sind gleichmäßig angeordnet; die oberen sind schmal linealisch, die unteren schmal lanzettlich geformt. Die Grundblätter sind dagegen von nieren- oder herzförmig-rundlicher Gestalt. Sie sind relativ lang gestielt und gekerbt oder gesägt. Zur Blütezeit sind sie allerdings oft verwelkt. Der Stängel ist meist mehr- bis vielblütig.
Blütezeit ist von Juni bis September. Die Blütenknospen stehen in der Regel aufrecht und beginnen erst kurz vor dem Aufblühen zu nicken. Die etwa 1,2 bis 2,2 cm lange Krone ist in etwa zu einem Drittel in dreieckige Zipfel gespalten und von violettblauer Farbe.
Die Chromosomenzahl der Art ist 2n = 34, 68 oder 102.

## Inhaltsstoffe
Die Pflanzen enthalten Inulin und Triterpensaponine, die blutstillend und entzündungshemmend wirken.

## Verbreitung und Standorte
Die Art kommt von Europa bis Sibirien und zum fernöstlichen Russland vor. In Neuseeland ist sie ein Neophyt. In Europa hat sie ursprüngliche Vorkommen in fast allen Ländern; sie fehlt nur in Portugal, Belgien und Nordmazedonien. In Deutschland, der Schweiz und Österreich ist sie allgemein verbreitet.
Die Pflanze gilt als Magerkeitszeiger und bevorzugt trockene bis frische, meist bodensaure Magerwiesen, Weiderasen, Waldsäume, auch felsige Standorte (auch über Kalk) von der collinen bis montanen Höhenstufe. Sie gedeiht in Mitteleuropa in Gesellschaften der Klassen Nardo-Callunetea, Festuco-Brometea oder der Verbände Quercion roboris-petraeae oder Erico-Pinion. Die ökologischen Zeigerwerte nach Landolt et al. 2010 sind in der Schweiz: Feuchtezahl F = 2 (mäßig trocken), Lichtzahl L = 4 (hell), Reaktionszahl R = 3 (schwach sauer bis neutral), Temperaturzahl T = 3+ (unter-montan und ober-kollin), Nährstoffzahl N = 2 (nährstoffarm), Kontinentalitätszahl K = 4 (subkontinental).
In den Allgäuer Alpen steigt sie auf dem Ziebelmoos bei Rohrmoos in Bayern bis zu 1350 m Meereshöhe auf.

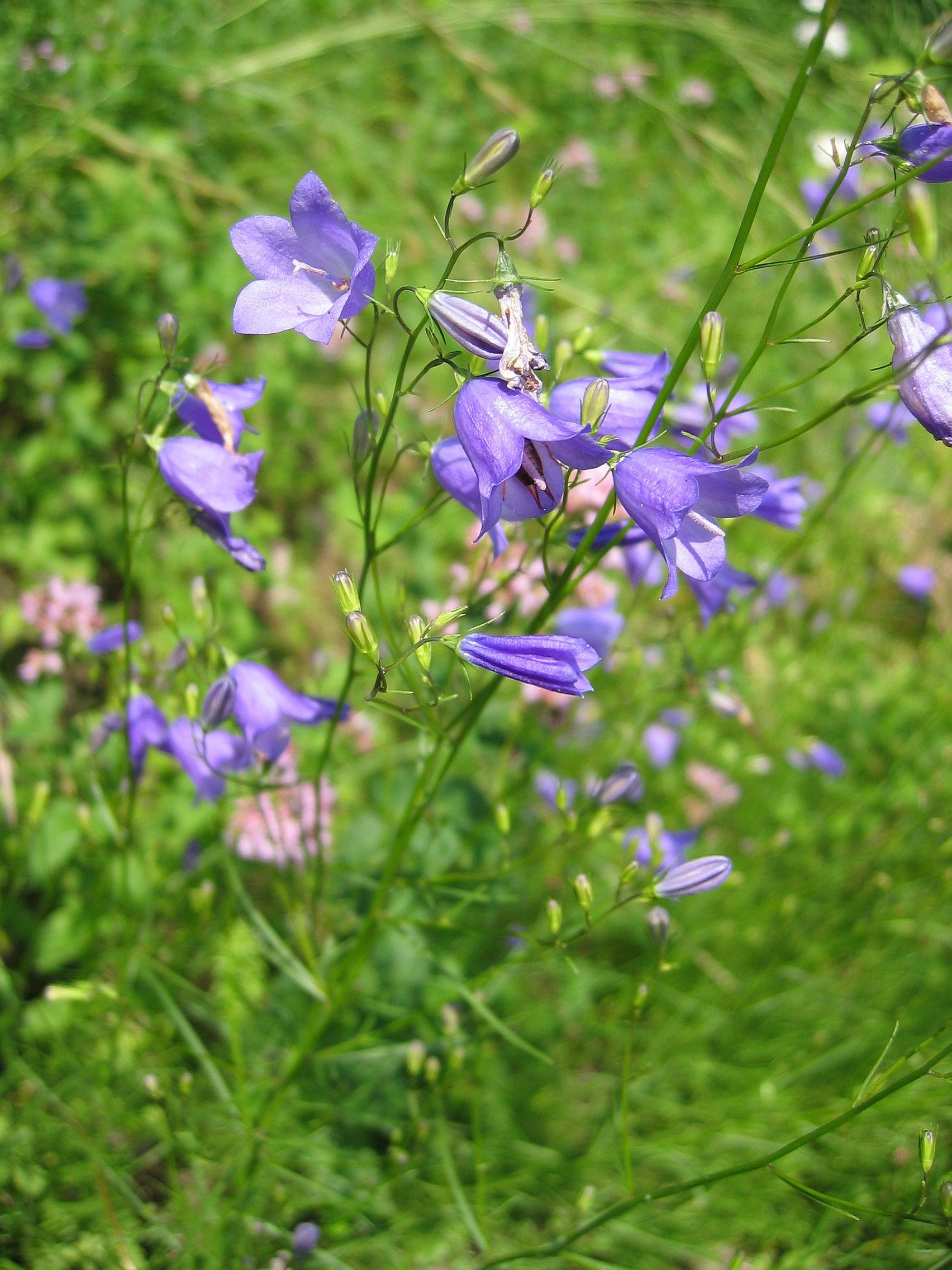
Rundblättrige Glockenblume (Campanula rotundifolia)

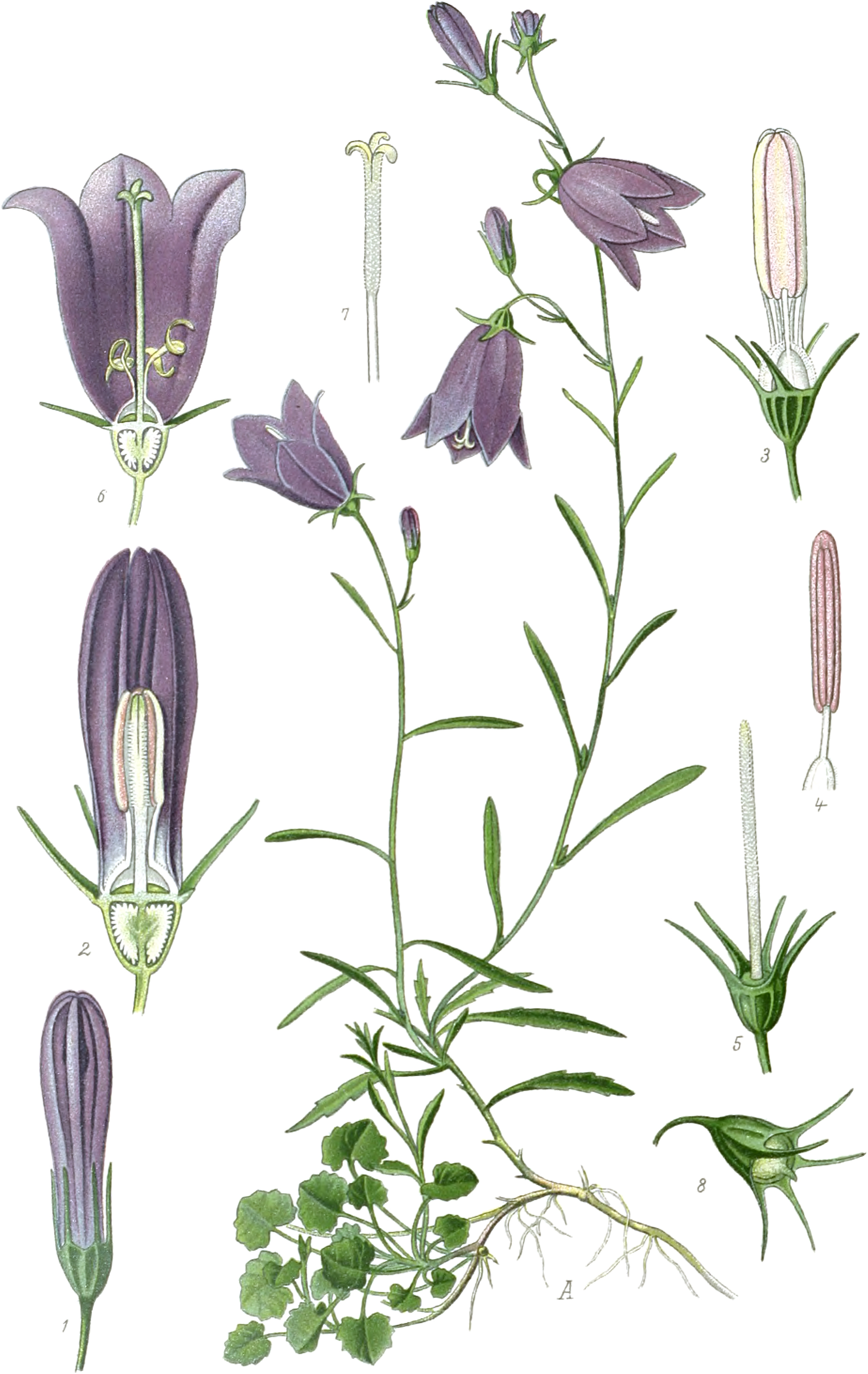
Illustration

## Taxonomie und Systematik
Die Rundblättrige Glockenblume wurde 1753 von Carl von Linné in Species Plantarum Band 1 Seite 163 als Campanula rotundifolia erstbeschrieben.
Da die Art sehr formenreich ist, wurden von ihr besonders viele Unterarten, Varietäten und Formen beschrieben.
Darüber hinaus gibt es insbesondere auf der Alpensüdseite (Italien, Frankreich, Österreich, Slowenien) eine Reihe von ähnlichen – vermutlich nahe verwandten – Arten wie z. B. Campanula bertolae, Karnische Glockenblume (Campanula carnica), Zwerg-Glockenblume (Campanula cochleariifolia), Campanula macrorhiza, Campanula martinii, Campanula marchesettii, Scheuchzers Glockenblume (Campanula scheuchzeri), Witaseks Glockenblume (Campanula witesakiana).

## Trivialnamen
Für die Rundblättrige Glockenblume bestehen bzw. bestanden, zum Teil auch nur regional, auch die weiteren deutschsprachigen Trivialnamen: Bußglöckel (Schlesien), Grasglöckel (Schlesien), Klockje (Ostfriesland), Milchglöckel (Schlesien) und Wiesenglöckel (Schlesien).